# Sanaag
Sanaag er en officiel territorial enhed i det nordlige Somalia, hvor hovedbyen er Ceerigaabo. Sanaag grænser op til de somaliske territoriale enheder Bari, Sool, Toghdeer og Woqooyi Galbeed samt Adenbugten.
10°46′45″N 48°11′9″Ø / 10.77917°N 48.18583°Ø